# Cincinnati Bengals 1986
La stagione 1986 dei Cincinnati Bengals è stata la 17ª della franchigia nella National Football League, la 19ª complessiva. I Bengals totalizzarono 10 vittorie e 6 sconfitte e furono una delle due squadre con 10 vittorie a non raggiungere i playoff nel 1986.
Il quarterback al terzo anno Boomer Esiason, che ebbe la miglior stagione della carriera, passò un record di franchigia di 3.959 yard, 24 touchdown e 17 intercetti mentre l'halfback James Brooks corse per 1.087 yard. La squadra guadagnò 621 yard in attacco nella vittoria per 52–21 sui New York Jets del 21 dicembre. Nessuna squadra da allora ha più ottenuto tale risultato in gare terminate ai tempi regolamentari.

## Roster
| Roster dei Cincinnati Bengals nel 1986 |
| --- |
| Quarterback - 14 Ken Anderson - 7 Boomer Esiason - 11 Doug Gaynor Running Back - 21 James Brooks - 28 Larry Kinnebrew - 36 Stanford Jennings - 30 Bill Johnson Wide Receiver - 81 Eddie Brown - 80 Cris Collinsworth - 86 Steve Kreider - 85 Tim McGee - 88 Mike Martin Tight End - 82 Rodney Holman - 84 Eric Kattus Offensive Linemen - 78 Anthony Muñoz T - 65 Max Montoya G - 74 Brian Blados T - 50 Dave Rimington C - 63 Joe Walter T - 64 Bruce Kozerski C - 75 Bruce Reimers G - 67 David Douglas Defensive Linemen - 71 Mike Hammerstein DE - 69 Tim Krumrie NT - 70 Jim Skow DE - 73 Eddie Edwards DE - 79 Ross Browner DE Linebacker - 57 Reggie Williams - 91 Carl Zander - 53 Leo Barker - 58 Joe Kelly - 51 Leon White - 90 Emanuel King - 56 Ron Simpkins - 93 Kiki DeAyala - 55 Ed Brady Defensive Back - 24 Lewis Billups CB - 34 Louis Breeden CB - 27 Barney Bussey FS - 33 David Fulcher SS - 20 Ray Horton - 26 Bobby Kemp FS - 37 Robert Jackson FS - 25 John Simmons - 35 Jimmy Turner Special Team - 3 Jim Breech K - 5 Jeff Hayes P Lista delle riserve - ## Jim Herrmann DE (IR) |
| Legenda - I rookie sono in corsivo. - Il primo ruolo è il principale mentre gli eventuali successivi indicano i ruoli secondari. - (IR) sta per Injured Reserve ed indica la lista ristretta per un solo giocatore infortunato che può tornare ad allenarsi dopo la settimana 6 e a rientrare in prima squadra dopo che questa ha giocato 8 partite. - (NF-Inj.) / (NF-Ill.) stanno rispettivamente per Non-Football Injured e Non-Football Illness ed indicano le liste dove viene inserito un giocatore che ha un infortunio o una malattia non dipendente dal football americano. - (PUP) sta per Physically Unable to Perform ed indica la lista dove viene inserito un giocatore mentre è in attesa di recuperare la condizione fisica. Nella stagione regolare dopo la sesta partita giocata dalla propria squadra, il giocatore ha tempo tre settimane per riprendere ad allenarsi, più tre settimane aggiuntive dal suo rientro agli allenamenti per rientrare in prima squadra. |

## Calendario
| Stagione regolare |                   |                         |           |        |          |
| Turno             | Data              | Avversario              | Risultato | Record | Pubblico |
| 1                 | 7 settembre 1986  | at Kansas City Chiefs   | S 24–14   | 0–1    | 43,430   |
| 2                 | 14 settembre 1986 | Buffalo Bills           | V 36–33   | 1–1    | 52,714   |
| 3                 | 18 settembre 1986 | at Cleveland Browns     | V 30–13   | 2–1    | 78,779   |
| 4                 | 28 settembre 1986 | Chicago Bears           | S 44–7    | 2–2    | 55,146   |
| 5                 | 5 ottobre 1986    | at Green Bay Packers    | V 34–28   | 3–2    | 51,230   |
| 6                 | 13 ottobre 1986   | Pittsburgh Steelers     | V 24–22   | 4–2    | 54,283   |
| 7                 | 19 ottobre 1986   | Houston Oilers          | V 31–28   | 5–2    | 53,844   |
| 8                 | 26 ottobre 1986   | at Pittsburgh Steelers  | S 30–9    | 5–3    | 50,815   |
| 9                 | 2 novembre 1986   | at Detroit Lions        | V 24–17   | 6–3    | 52,423   |
| 10                | 9 novembre 1986   | at Houston Oilers       | S 32–28   | 6–4    | 32,130   |
| 11                | 16 novembre 1986  | Seattle Seahawks        | V 34–7    | 7–4    | 54,410   |
| 12                | 23 novembre 1986  | Minnesota Vikings       | V 24–20   | 8–4    | 53,003   |
| 13                | 30 novembre 1986  | at Denver Broncos       | S 34–28   | 8–5    | 58,705   |
| 14                | 7 dicembre 1986   | at New England Patriots | V 31–7    | 9–5    | 60,633   |
| 15                | 14 dicembre 1986  | Cleveland Browns        | S 34–3    | 9–6    | 58,062   |
| 16                | 21 dicembre 1986  | New York Jets           | V 52–21   | 10–6   | 51,619   |

Note
- Gli avversari della propria division sono in grassetto.

## Classifiche
| AFC Central Division |    |    |   |      |     |      |     |     |     |
|                      | V  | S  | P | %    | DIV | CONF | PF  | PS  | STR |
| Cleveland Browns(1)  | 12 | 4  | 0 | .750 | 5–1 | 10–2 | 391 | 310 | V5  |
| Cincinnati Bengals   | 10 | 6  | 0 | .625 | 3–3 | 7–5  | 409 | 394 | V1  |
| Pittsburgh Steelers  | 6  | 10 | 0 | .375 | 3–3 | 4–8  | 307 | 336 | S1  |
| Houston Oilers       | 5  | 11 | 0 | .313 | 1–5 | 3–9  | 274 | 329 | V2  |